# ヴェネツィア・東ローマ戦争 (1118年)
ヴェネツィア・東ローマ戦争は、1118年にヴェネツィア共和国と東ローマ帝国との間で行われた一連の戦いである。ヴェネツィア共和国が勝利をおさめた。

## 経過
1118年、父の死によって即位した東ローマ皇帝ヨハネス2世はヴェネツィア共和国に、父がヴェネツィアと結んだ特権条約の批准を拒否した。これはヴェネツィアからの攻撃を招いた。ケルキラ島への報復的な攻撃の後、ヨハネスはヴェネツィア人商人をコンスタンティノープルから追放した。だがこれはさらなる報復を招き、ロドス島、サモス島などを略奪され、ケファロニア島を占領された。ヨハネスはヴェネツィアに対抗できるほどの海軍力を持っていなかった。ヨハネスはヴェネツィアに屈し、父が結んだ条約を再履行した。